# Llista de comtats de Nevada

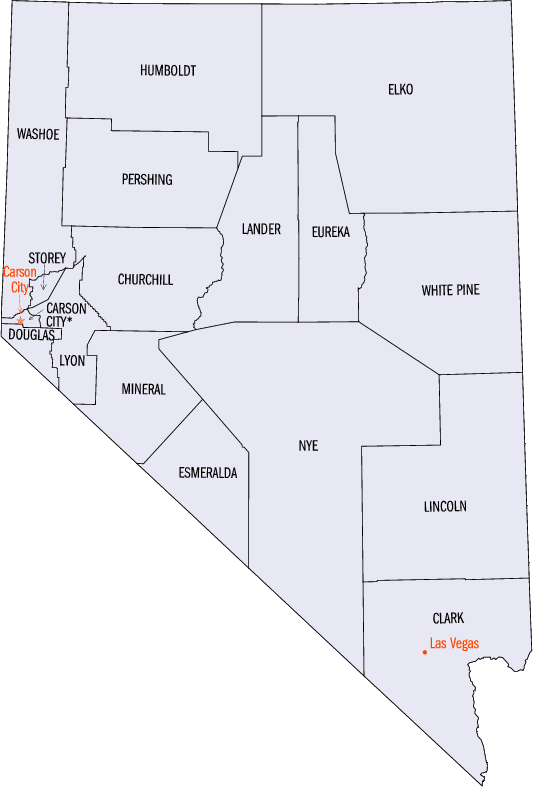
Mapa dels comtats de l'estat de Nevada.

L'estat nord-americà de Nevada s'organitza en setze comtats i una ciutat independent que són subdivisions del govern estatal.
El comtat més poblat de l'estat és el comtat de Clark amb més de 2 milions d'habitants segons l'estimació del cens de 2024, ja que inclou la ciutat de Las Vegas. Mentre que el comtat d'Esmeralda és el de menys població amb poc més de 700 habitants. Nye és el comtat més extens amb una superfície de 47.001 km²  mentre que la ciutat independent de Carson City és el de menys extensió amb 373 km² de superfície.
L'abreviació postal de Nevada és NV i el seu codi FIPS d'estat és el 32.

## Història
Nevada va ser admesa a la Unió el 31 d'octubre de 1864, amb 11 comtats. El 1969, el comtat d'Ormsby i Carson City es van fusionar en un únic govern municipal amb el nom de Carson City.

## Comtats actuals
| Nom del comtat | Seu del comtat  | Data de creació | Origen                                                    | Etimologia del nom | Població (2024) | Superfície | Mapa                 |
| -------------- | --------------- | --------------- | --------------------------------------------------------- | --- | --------------- | ---------- | -------------------- |
| Carson City    | Carson City     | 1969            | A partir de la fusió amb el comtat d'Ormsby.              | Pel riu Carson, i aquest per Kit Carson, guia de l'expedició de John C. Frémont cap a l'oest.                                                                                          | 58.148          | 373 km²    | Carson City          |
| Churchill      | Fallon          | 1861            | Comtat original.                                          | Per Sylvester Churchill, general durant la Guerra de Mèxic-Estats Units. | 26.033          | 12.766 km² | Comtat de Churchill  |
| Clark          | Las Vegas       | 1909            | A partir del comtat de Lincoln.                           | Per William A. Clark, exsenador dels Estats Units per Montana i constructor de la línia ferroviària que travessava el comtat.                                                          | 2.398.871       | 20.489 km² | Comtat de Clark      |
| Douglas        | Minden          | 1861            | Comtt original.                                           | Per Stephen A. Douglas, exsenador dels Estats Units per Illinois. | 49.564          | 1.839 km²  | Comtat de Douglas    |
| Elko           | Elko            | 1869            | A partir del comtat de Lander.                            | Per una paraula xoixon que significa dona blanca. Es diu, entre els xoixons molt antics, que aquí va ser on van veure per primera vegada una dona blanca.                              | 54.363          | 44.501 km² | Comtat d'Elko        |
| Esmeralda      | Goldfield       | 1861            | Comtat original.                                          | Districte miner d'Esmeralda, anomenat així per la llegenda que una gran quantitat de maragdes estava enterrada al que ara és Nevada. Esmeralda és la paraula castellana per a maragda. | 720             | 9.295 km²  | Comtat d'Esmeralda   |
| Eureka         | Eureka          | 1873            | A partir del comtat de Lander.                            | Per l'exclamació grega Eureka!, que significa "Ho he trobat!", en referència als jaciments de plata que es troben al comtat.                                                           | 1.877           | 10.816 km² | Comtat d'Eureka      |
| Humboldt       | Winnemucca      | 1861            | Comtat original.                                          | Pel riu Humboldt, i aquest en honor a Alexander von Humboldt, naturalista i explorador alemany.                                                                                        | 17.116          | 25.014 km² | Comtat de Humboldt   |
| Lander         | Battle Mountain | 1862            | A partir dels comtats de Churchill i Humboldt.            | Per Frederick W. Lander, explorador i general de l'exèrcit de la Unió durant la Guerra civil.                                                                                          | 5.785           | 15.017 km² | Comtat de Lander     |
| Lincoln        | Pioche          | 1866            | A partir del comtat de Nye i territori cedit per Arizona. | Per Abraham Lincoln, setzè president dels Estats Units. | 4.345           | 27.545 km² | Comtat de Lincoln    |
| Lyon           | Yerington       | 1861            | Comtat original.                                          | Per Nathaniel Lyon, general de l'exèrcit de la Unió durant la Guerra civil. | 63.718          | 5.164 km²  | Comtat de Lyon       |
| Mineral        | Hawthorne       | 1911            | A partir del comtat d'Esmeralda.                          | Pels dipòsits de mineral de la zona. | 4.475           | 9.731 km²  | Comtat de Mineral    |
| Nye            | Tonopah         | 1864            | A partir del comtat d'Esmeralda.                          | Per James W. Nye, governador del Territori de Nevada i senador estatal. | 55.990          | 47.001 km² | Comtat de Nye        |
| Pershing       | Lovelock        | 1919            | A partir del comtat de Humboldt.                          | Per John J. Pershing, general durant la Primera Guerra Mundial. | 6.536           | 15.563 km² | Comtat de Pershing   |
| Storey         | Virginia City   | 1861            | Comtat original.                                          | Per Edward Farris Storey, militar estatunidenc. | 4.112           | 684 km²    | Comtat de Storey     |
| Washoe         | Reno            | 1861            | Comtat original.                                          | Pel poble washo. | 507.280         | 16.426 km² | Comtat de Washoe     |
| White Pine     | Ely             | 1869            | A partir del comtat de Lander.                            | Per la gran quantitats de pins de la zona. | 8.534           | 22.991 km² | Comtat de White Pine |

## Comtats històrics
Durant la història de l'estat s'han eliminat tres comtats:
- Comtat de Bullfrog, format el 1987 a partir d'una part del comtat de Nye. La seva creació va ser declarada inconstitucional i abolida el 1989.[5]
- Comtat de Lake, un dels comtats originals formats el 1861. Rebatejat com a comtat de Roop el 1862. Una part es va convertir en el comtat de Lassen a Califòrnia, el 1864. La resta del comtat es va annexionar el 1883 al comtat de Washoe.[5]
- Comtat d'Ormsby, un dels comtats originals formats el 1861. Consolidat el 1969 amb la seu del comtat a Carson City, formant l'actual ciutat independent.[5]